# Ambio
Ambio ist eine begutachtete wissenschaftliche Fachzeitschrift, die seit 1972 von Springer Science+Business Media für die Königlich Schwedische Akademie der Wissenschaften herausgegeben wird. Chefredakteur ist Bo Söderström.
Der Impact Factor lag im Jahr 2016 bei 3,687 (2022: 6,5), der fünfjährige Impact Factor bei 3,822 (2022: 6,5). Damit lag das Journal bei dem Impact Factor auf Rang 48 von insgesamt 229 in der Kategorie Umweltwissenschaften gelisteten wissenschaftlichen Zeitschriften und auf Rang 14 von 49 Zeitschriften in der Kategorie Umweltingenieurwissenschaften.